# مارك فلدستين
مارك فلدستين (بالإنجليزية: Mark Feldstein)‏ هو مصور أمريكي، ولد في 3 مايو 1937، وتوفي في 2001.